# Xinzheng
Xinzheng, tidigare romaniserat Sincheng, är en stad på häradsnivå som lyder under provinshuvudstaden Zhengzhous stad på prefekturnivå i Henan-provinsen i centrala Kina. Öster om Xinzheng ligger storstaden Kaifeng, söder om Xuchang och väster om Luoyang.
Xinzheng ligger i ett jordbruksdistrikt med bland annat odlingar av vete, majs, bomull och tobak. Området är berömt för sina kinesiska dadlar (jujubär). Det är också rikt på mineraler.

## Historia

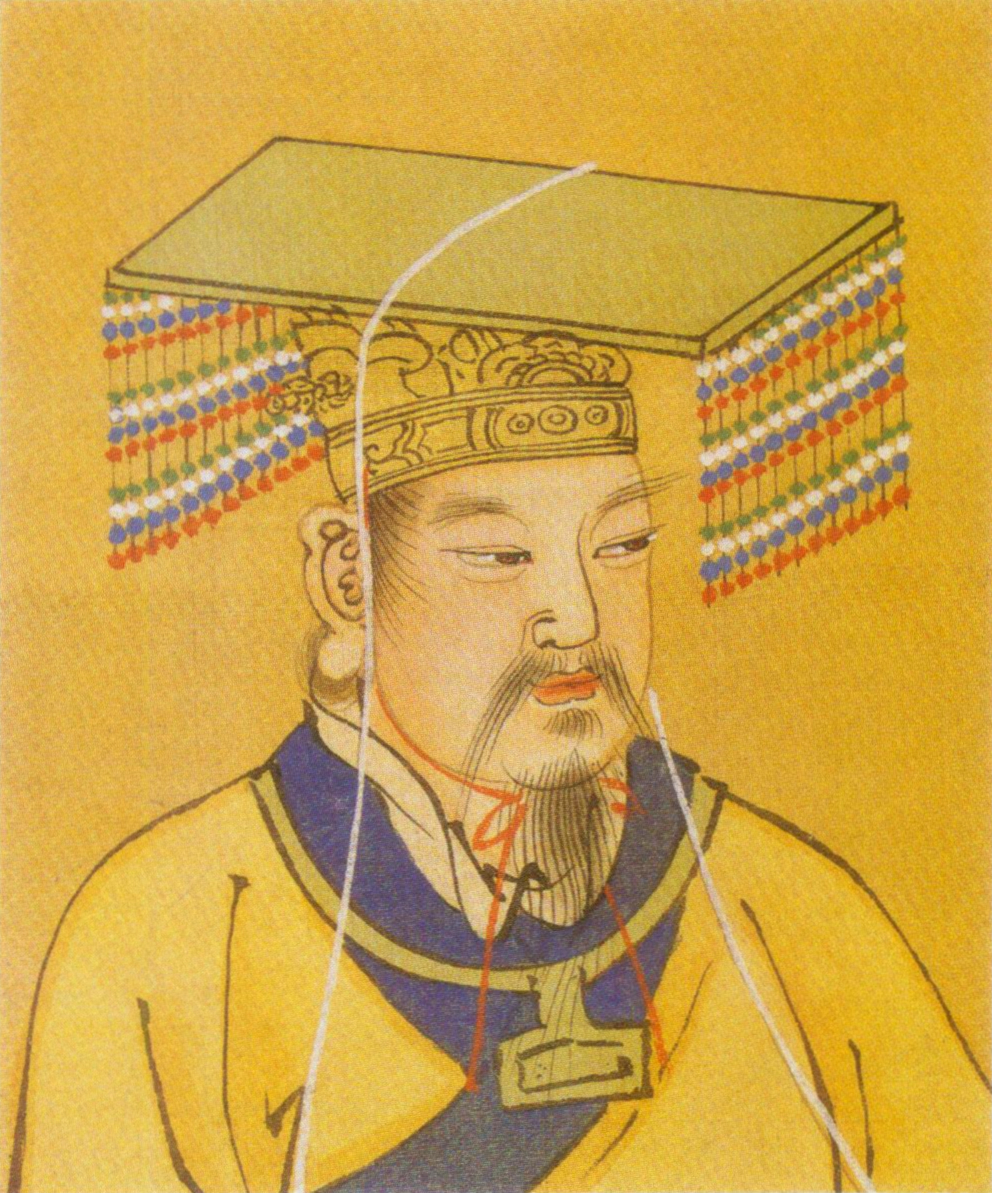
Den gula kejsaren.

Xinzheng hävdas att vara födelsestaden till den legendariska Huang-Di, ("Den gula kejsaren"), som myten gör gällande är det kinesiska folkets stamfar. Han skall ha gjort Xinzheng till sin huvudstad och lokalt anser man därför att hela den kinesiska kulturen har sitt ursprung där. Det som i alla fall är säkert via arkeologiska fynd, är att platsen hade bofast befolkning redan 6000 år före Kristus (Peiligangkulturen).
Xinzheng var under Zhoudynastin (1045 f.Kr.–256 f.Kr.) huvudstad för staterna Zheng och Han. År 273 f.Kr utkämpades det blodiga slaget vid Huayang i Xinzheng